# Medan Chiefs
Medan Chiefs was een Indonesische voetbalclub uit de stad Medan, Noord-Sumatra. De club werd opgericht in 2010 om te spelen in de Liga Primer, de nieuwe profcompetitie van de KPSI. Na één seizoen werd de club in 2011 ontbonden wegens vreemde verwikkelingen in het Indonesisch voetbal.
De club was eigendom van de zakenman Sihar Sitorus, die eveneens eigenaar was van Pro Duta FC, een andere club uit Medan dat wel bleef spelen onder auspiciën van de PSSI.

## Korte historie
In de tumultueuze tijden waarin het Indonesisch voetbal was vergeven van vreemde verwikkelingen en corruptie, werd de club in 2010 opgericht nadat er met de Liga Primer een tweede nationale profcompetitie werd georganiseerd voor voetbalclubs die zich uit protest van de PSSI hadden afgescheiden. Deze clubs hadden daarop het Komite Penyelamat Sepak Bola Indonesia (KPSI) opgericht. Deze onofficiële voetbalbond KPSI mocht met steun van de Aziatische voetbalbond en het Indonesisch Olympisch Comité vanaf 2011 wel het officiële voetbalkampioenschap van Indonesië organiseren, waarin de deelnemende clubs zich konden plaatsen voor de internationale toernooien.
In januari 2011 werden de Nederlanders Ferd Pasaribu, Bryan Brard en Dane Brard aangetrokken.
In 2011 was er sprake dat de Medan Chiefs op uitnodiging als gastclub zouden deelnemen aan de Singaporese voetbalbeker, maar de Singaporese voetbalbond wilde zich niet mengen in de problemen tussen de PSSI en de KPSI, waardoor deze bond van een uitnodiging afzag.
Na 18 speelrondes in de Liga Primer, stonden de Medan Chiefs op de vijfde plaats in de eindstand. Nadat de Liga Primer ontbonden werd, hielden ook de Medan Chiefs na één seizoen op te bestaan.

## Bekende (ex-)spelers
- Carlos Alberto Dias
- Ferd Pasaribu
- Bryan Brard
- Dane Brard